# Pedro Dot Martínez
Pedro Dot Martínez, en catalán Pere Dot i Martínez, (1885 -1976) fue un rosalista español, uno de los grandes creadores de rosas del mundo.
Muchas de sus obtenciones y variedades cultivares son, aún hoy, reconocidas como rosales únicos por sus características y por lo que, en su momento, significaron: descubrimientos genuinos y creaciones originales.

## Biografía
Pedro Dot nació el 28 de marzo de 1885 en la finca de la Torreblanca , (San Justo Desvern), propiedad de los marqueses de Monistrol. Su padre trabajaba en la remodelación del jardín, que incluía una pequeña rosaleda, y en la modernización de los cultivos de esta propiedad. La finca está cerca de San Feliu de Llobregat, población donde Pedro Dot fue bautizado y fue a vivir en 1906, y donde desarrolló, él y su familia, su vida social y actividad profesional.
Su padre, Simón Dot Canalias, hijo de labradores, era un reconocido jardinero, con vivero propio, especializado en la producción de árboles frutales, y tenía relaciones comerciales en toda Europa. A él se debe la fijación de una mutación de Sophora: Sophora pendula 'doteana'. En 1900 estuvo delegado, por la Diputación de Barcelona, para ir a la Exposición Internacional de París. Casado con Benita Martínez, tuvo cuatro hijas (Paula, Carme, Teresa y Pilar) y un hijo (Pere).
Con este entorno no es extraña la vocación de Pedro hacia el mundo de la jardinería. De joven, a la edad de 16 años, trabajó con Joaquim Aldrufeu Arguyol, el primero en hibridar rosas en España (Rosa 'Reina María Cristina', 1894. R. 'Joaquim Aldrufeu Arguyol', muerto el 28 de marzo de 1896) y uno de los principales jardineros y viveristas de aquellos tiempos, de quien aprendió el oficio además de las técnicas del momento relacionadas con los rosales. En 1910, en un viaje para ampliar conocimientos, fue a la Exposición Universal de Bruselas (1910) y parece que visitó varias exposiciones de flores y profesionales del sector. Durante el viaje pasó por París, y junto al Pont Neuf del río Sena adquirió el libro Las Rosiers de Cochet-Cochet y Mottet: parece que esta fue un hallazgo fundamental para sus inclinaciones hacia el mundo de las rosas.
En 1923 presentó sus primeras creaciones: las rosas 'Francesc Corbera', 'O. Junyent' y 'Margarita Riera'. En 1924 ganó su primer premio en París, un certificado al mérito, en el concurso de rosas nuevas de Bagatelle, con la rosa 'Margarita Riera'. Entre 1924 y 1957 consiguió 26 medallas de oro y 17 certificados de mérito.
En 1928, en la entidad "Ateneu Santfeliuenc", hizo su primera exposición de rosas en la ciudad de San Feliu de Llobregat, germen de lo que ha sido la Exposición Nacional de Rosas de Sant Feliu de Llobregat y que ha perdurado hasta ahora.
Fue nombrado hijo predilecto (1932) y medalla de oro de la ciudad de San Feliu (1971), y se le dedicó primero una calle y luego una plaza con un monumento.

## El entorno social de Pedro Dot

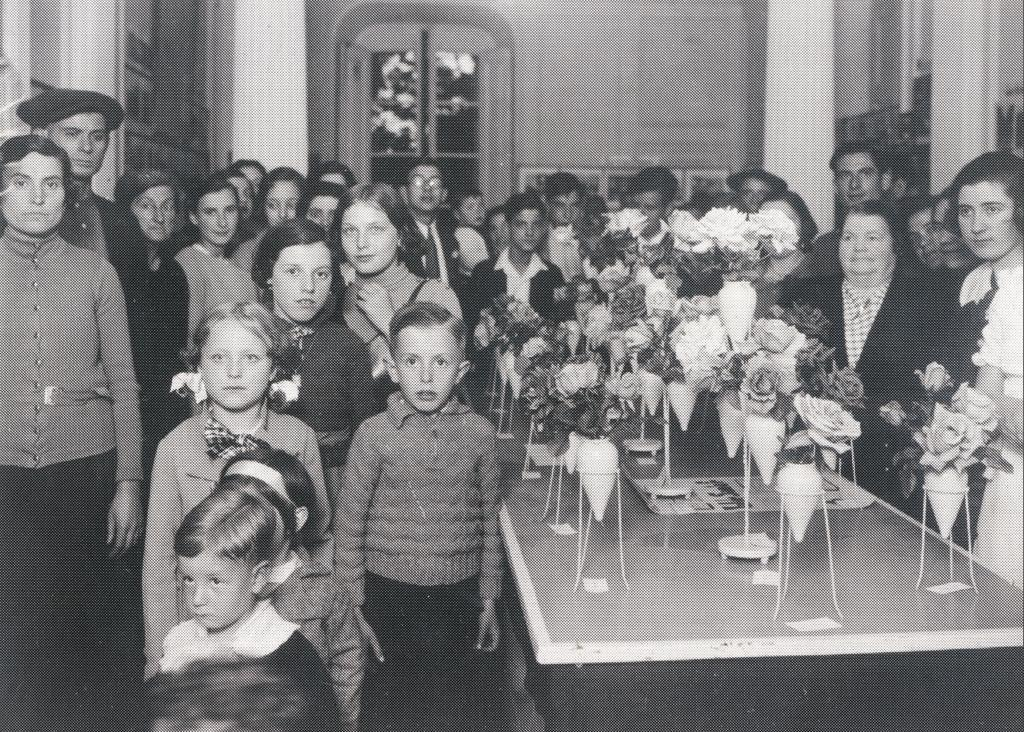
Exposición de rosas en Can Nadal, 1931, organizada por los Amigos de las artes y de las Letras.

De joven se relacionó con círculos catalanistas y republicanos (Fomento República Autonomista, 1909). Una vez comenzada su actividad como roserista, se relacionó con un amplio abanico de personas de la sociedad catalana de aquel momento y muchas de sus creaciones fueron bautizadas con nombres de estas personas, tanto de la intelectualidad (rosas como: Oleguer Junyent, 1924; Ignasi Iglesias, 1932; Hermen Anglada, 1933; Apeles Mestres, 1934; Joaquim Mir, 1940; Francesc Matheu, 1940; Eduardo Toda, 1947...), como de la burguesía (rosas como: Li Burés, 1927; Isabel Llorach, 1929; Magdalena de Nubiola, 1932; Francesc Cambó, 1930; Vídua Verdaguer, 1934...). A través de sus buenas relaciones con la marquesa de Sástago, se relacionó con un sector de la aristocracia (rosas como: Cayetana Stuart, por entonces duquesa de Alba, 1927; Duquesa de Peñaranda, 1931; Condesa de Sàstago, 1932; Luis de Briñas, 1932; Carito Mac Mahón, 1934...). Su compromiso social y sus ideas catalanistas y republicanas, de carácter moderado, y su arraigo en el país, también dieron muchos nombres a sus rosas (Catalònia, 1931; 'Girona', 1936; Lleida, 1936; Àngel Guimerà, 1926; Àngels Mateu, 1934; Poblet, 1934; Mediterrània, 1943...), así como otros nombres relacionados con sus actividades profesionales en el ámbito nacional e internacional (Francesc Curbera, 1923; 'Mme. Grégoire Staechelin', 1927; Director Rubió, 1929; Pedro Veyrat, 1933; Edouard Renard, 1933; Senateur Poitié, 1937...), o de familiares y nombres de entornos vinculados a sus vivencias personales ('Marí Dot', 1927; Mallorca, 1938; 'Perla de Alcanada', 1944...). Impulsó, y formó parte, la entidad « Els Amics de les Roses » (Los Amigos de las Rosas), creada en Cataluña en 1931, entidad que potenciar tanto la afición y el conocimiento del mundo de las rosas en la comunidad de Cataluña, como el concurso de rosas nuevas de Pedralbes, creado en 1929 por el Ayuntamiento de Barcelona e impulsado por el mismo Nicolás M. Rubió y Tudurí. En la misma entidad participaron otros rosalistas catalanes: C. Camprubí, Blai Munné, Josep Pedrosa, Llorenç Pahissa, entre otros. 
Parece ser que, entre 1923 o 1925, J. C. Nicolas Forestier visitó a Pere Dot en su casa, de la mano de un amigo común, Oleguer Junyent. Pere Dot había dedicado una rosa a Oleguer y en una visita de Forestier en su casa, Oleguer se la mostró, el arquitecto quiso conocer el obtentor de aquella rosa, y juntos viajaron a San Feliu. En el encuentro, como explicaba Pere Dot años más tarde, Forestier le animó a seguir creando rosas ya participar en los concursos de Bagatelle.
Durante la Guerra Civil Española, la Generalidad de Cataluña decretó la protección de sus campos de cultivo y la compra, para las escuelas de la Generalitat, de tres mil pies de rosales.

## Las relaciones internacionales

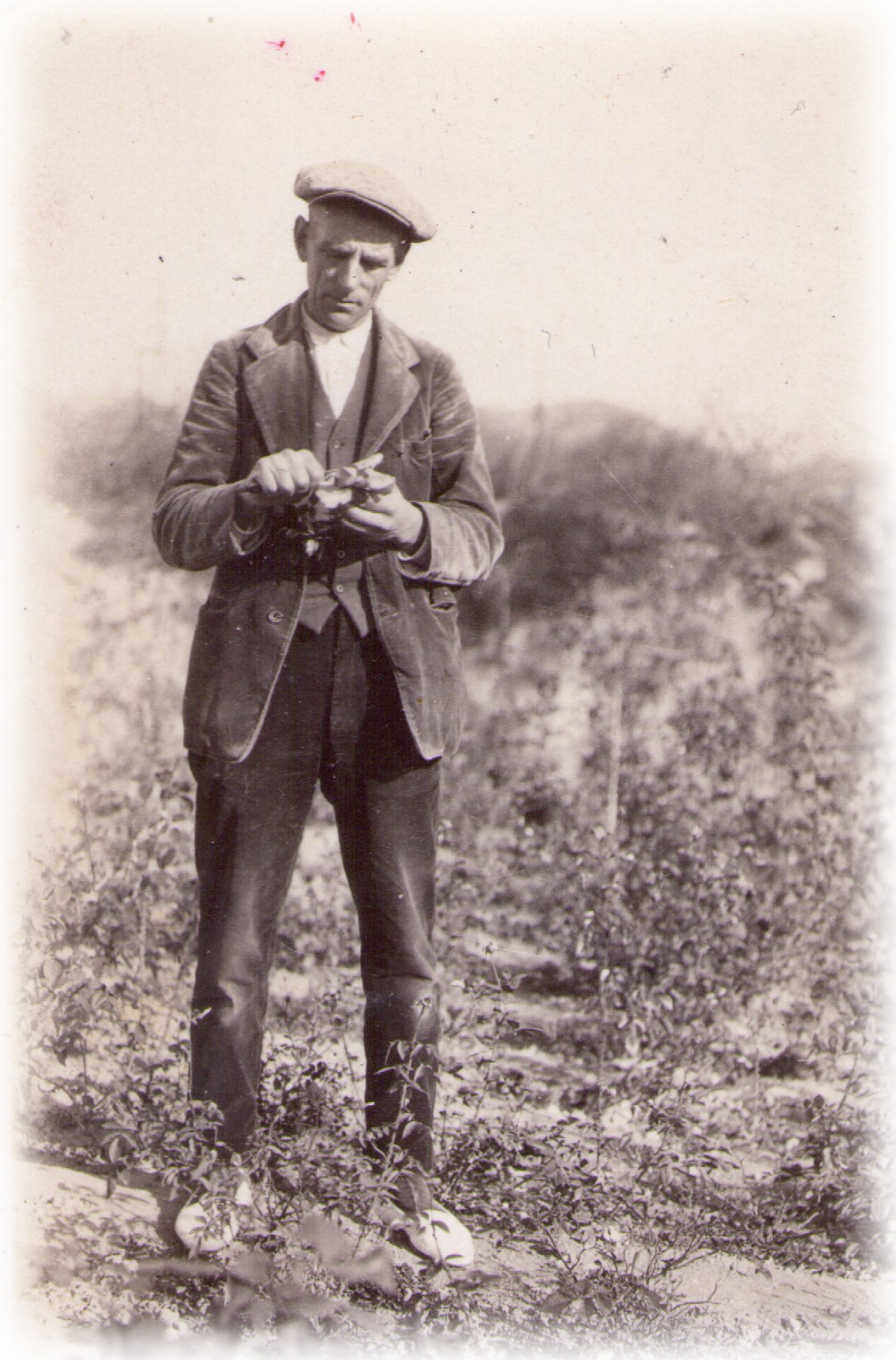
Pedro Dot en sus campos de rosales en los años 30.

Muy pronto, además de su participación en los concursos internacionales, mantuvo relaciones con numerosos roseristas (M. Leenders, Kordes, Lévêque, Pernet, Hewart, Dikson, Mallerin, Bucher ...) y viveristas de todo el mundo, como, por ejemplo, vale la pena destacar que en el catálogo de Hazlewood Bros. Ltd.. (Australia) de 1929 ya figuran un buen número de sus rosas ('Canigó', 'Àngel Guimerà', 'Apeles Mestres', 'Marí Dot' …). Hay que remarcar su relación con los Estados Unidos (en el ámbito comercial con Conard Pyle); escribía o estaba presente con cierta asiduidad en el American Rose Annual y se relacionó, a lo largo del tiempo, con el Dr. JH Nicolas, director técnico de "Jackson and Perkins", que aconsejado por Forestier le visitó en San Feliu por primera vez en 1925, y con el Dr. Griffith Buck, con quién, después de la Segunda Guerra Mundial, tuvo una fluida correspondencia. En 1981, el Dr. Griffith Buck le dedicó una rosa: 'El català'.
Parece que, primero gracias a las ayudas de la Generalidad de Cataluña y después al apoyo continuado de los americanos, pudo seguir trabajando e investigando durante la guerra civil, en la que sus dos hijos, Simó (1916-2008) y Marí (1918-1994) , fueron al frente de batalla con las tropas republicanas. La ayuda de Estados Unidos continuó durante la posguerra
En 1939, una vez ocupada Cataluña por las tropas franquistas, presentó su primera rosa en miniatura, 'Estrellita de Oro', fruto de su investigación con la rosa Indica Minima (Chinensis Minima). La posguerra en España y la Segunda Guerra Mundial dificultaron la proyección nacional e internacional de esta innovación y de su persona.

## La recuperación a partir de finales de los años 40

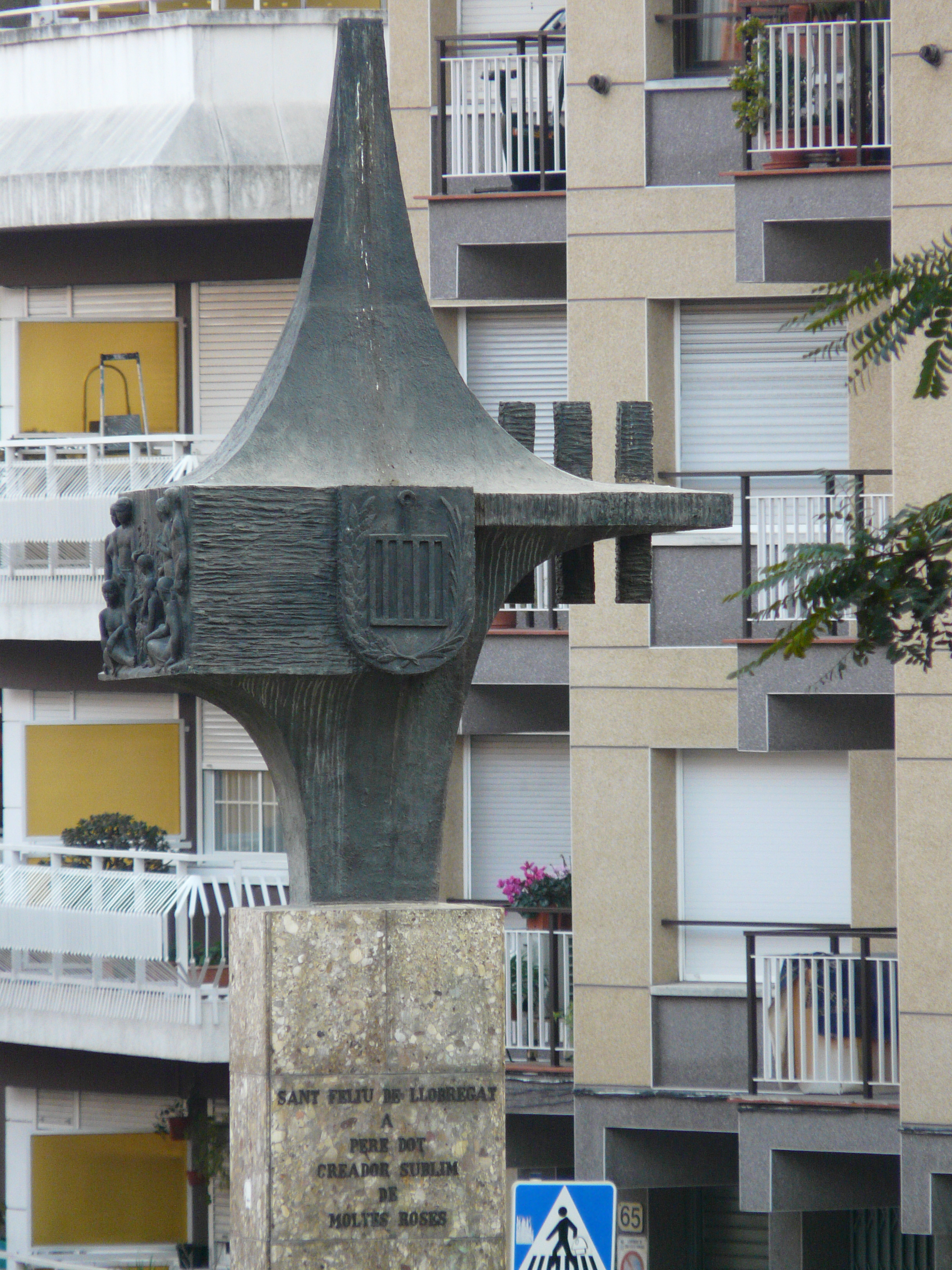
Monumento a Pedro Dot, en la plaza Pedro Dot de San Feliu de Llobregat.

No fue hasta finales de los años 40, cuando el mundo se empezó a recuperar de la guerra mundial, que se recuperaron también las exposiciones de rosas en Cataluña y en la ciudad de San Feliu de Llobregat (1949). 
Pere Dot culminó la trayectoria de las rosas miniaturas en 1957, cuando logró la rosa 'Si', una miniatura entre los miniaturas, considerada la rosa más pequeña del mundo. 
Con la reincorporación al negocio familiar de sus hijos, Simó y Marí, al finalizar la guerra, Roses Dot tuvo un momento de gran proyección y crecimiento hasta los años 70, momento en que, por cuestiones de crecimiento urbanístico de la ciudad, dividieron el negocio y Pere junto con Simó, así como con los hijos de este (Jordi, Albert y Pilar) se trasladaron a Villafranca del Panadés, y Marí, con sus hijos (Robert, Víctor y Pere), a Cervelló.
Pere Dot falleció en Villafranca del Panadés en 1976.
En 1998 la ciudad de San Feliu comenzó la creación de una rosaleda que lleva por nombre Roserar Dot i Camprubí.
En 2010, a través de un proyecto de la entidad local Amigos de las Rosas de San Feliu de Llobregat (creada en 2003) se celebró el 125.º aniversario del nacimiento de Pere Dot con el objetivo de recuperar, reconocer y divulgar su figura y su legado.

## El trabajo innovador de Pedro Dot

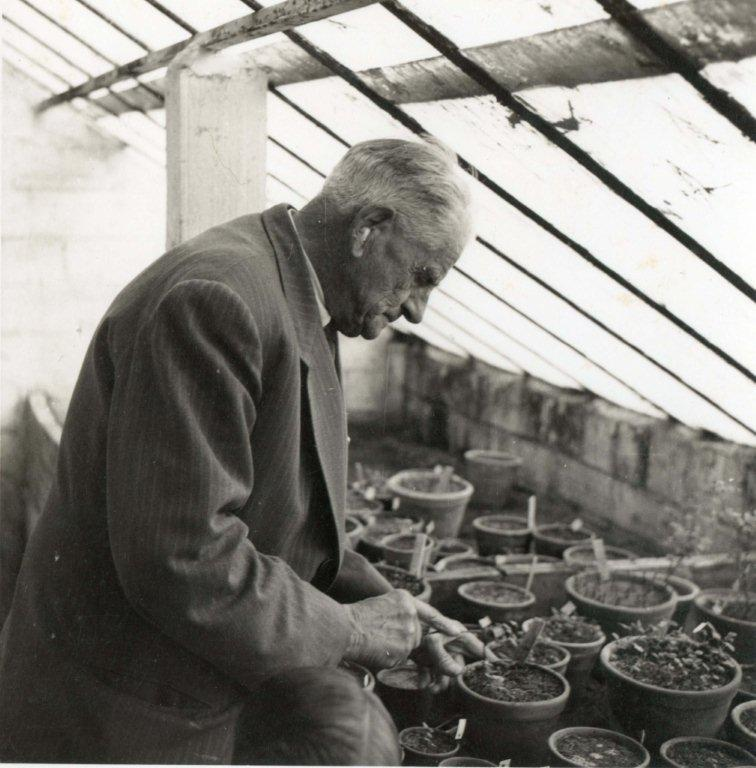
Pedro Dot en el invernadero de su vivero.

Desde sus comienzos, la búsqueda de formas, colores y olores, así como la aclimatación de los rosales en el Mediterráneo, estuvo siempre en el punto de mira de Pedro Dot. Su investigación a través de Pernetianas con la introducción de nuevos colores, como el naranja (Ramón Bach,1938; Maria Peral, 1941) y el amarillo puro ('Joaquim Mir', 1940,); el trabajo con rosas de colores pastel luminosos ('Duquesa de Peñaranda', 1931; Federico Casas,1932, Catalònia, 1931, Angels Mateu, 1934), muchas de ellas bicolores (Condesa de Sàstago, 1932, Golden Sàstago, 1938); y con hibridaciones remontantes (Isabel Llorach, 1929...) Sus cruzamientos con Rosa Moyesii ('Nevada', 1927), Indica mínima (Estrellita de Oro,1940, 'Perla de Alcanada',1944, 'Perla de Montserrat', 1945....); la creación de la rosa más pequeña conocida (Si, 1957); rosas musgosas, con la introducción del amarillo en esta tipología ('Golden Moss', 1932); híbrido de té (con el trepador 'Mme Grégoire Staechelin', 1927, 'Pedro Veyrat', 1933. ....). Todos estos trabajos y la obtención de cerca de 180 variedades de rosas hicieron, han hecho, de Pedro Dot un rosalista innovador de proyección internacional.

## Relación de rosas de Pedro Dot
Pedro Dot creó un total de cerca de 180 rosales, si a estos añadimos los realizados por sus sucesores, resulta que la familia Dot creó cerca de unas 260 variedades de rosales, algunos de los cuales, como el 'Mme Grégoire Staechelin' ('Spanish Beauty') o el 'Nevada', causaron sensación, no solo por su belleza y calidad, sino también por la dificultad de obtenerlos. Un ejemplo es la hibridación de Rosa moyesii, cuestión ésta, nunca conseguida anteriormente.

## Galería de imágenes

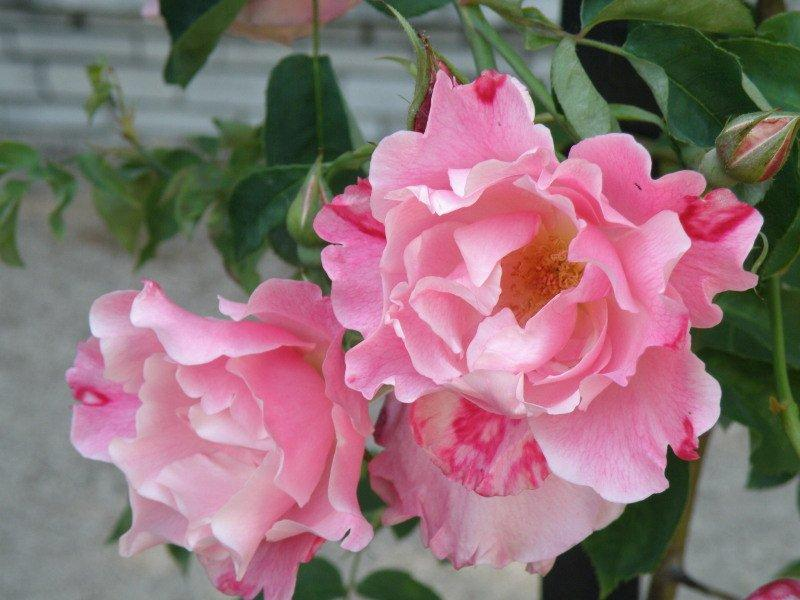
'Mme Grégoire Staechelin', HT. trep. , P. Dot, 1927.
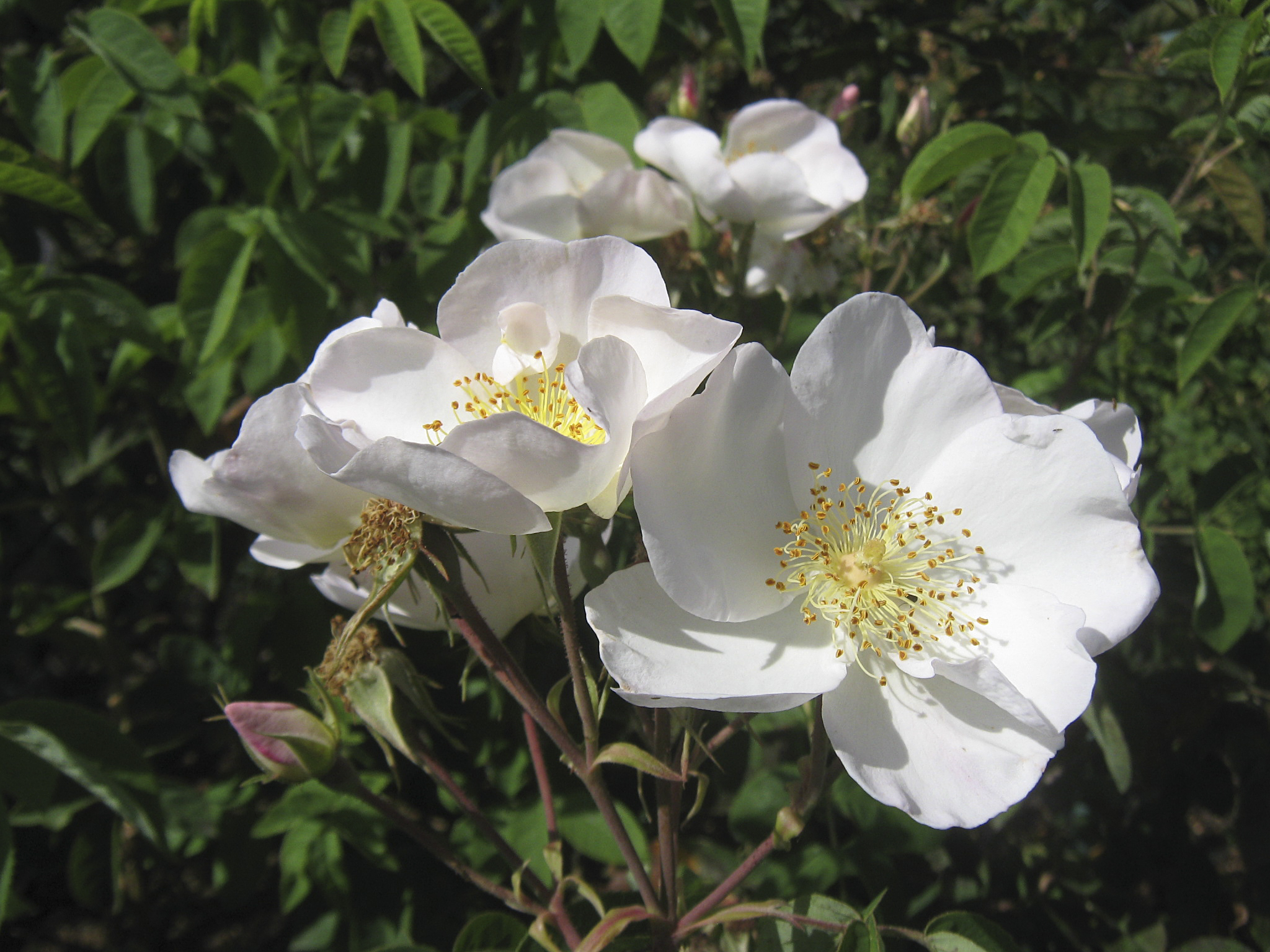
'Nevada', HT. trep. , P. Dot, 1927. Enel Victoria state Rose Garden, Werribee Park, Victoria Australia.
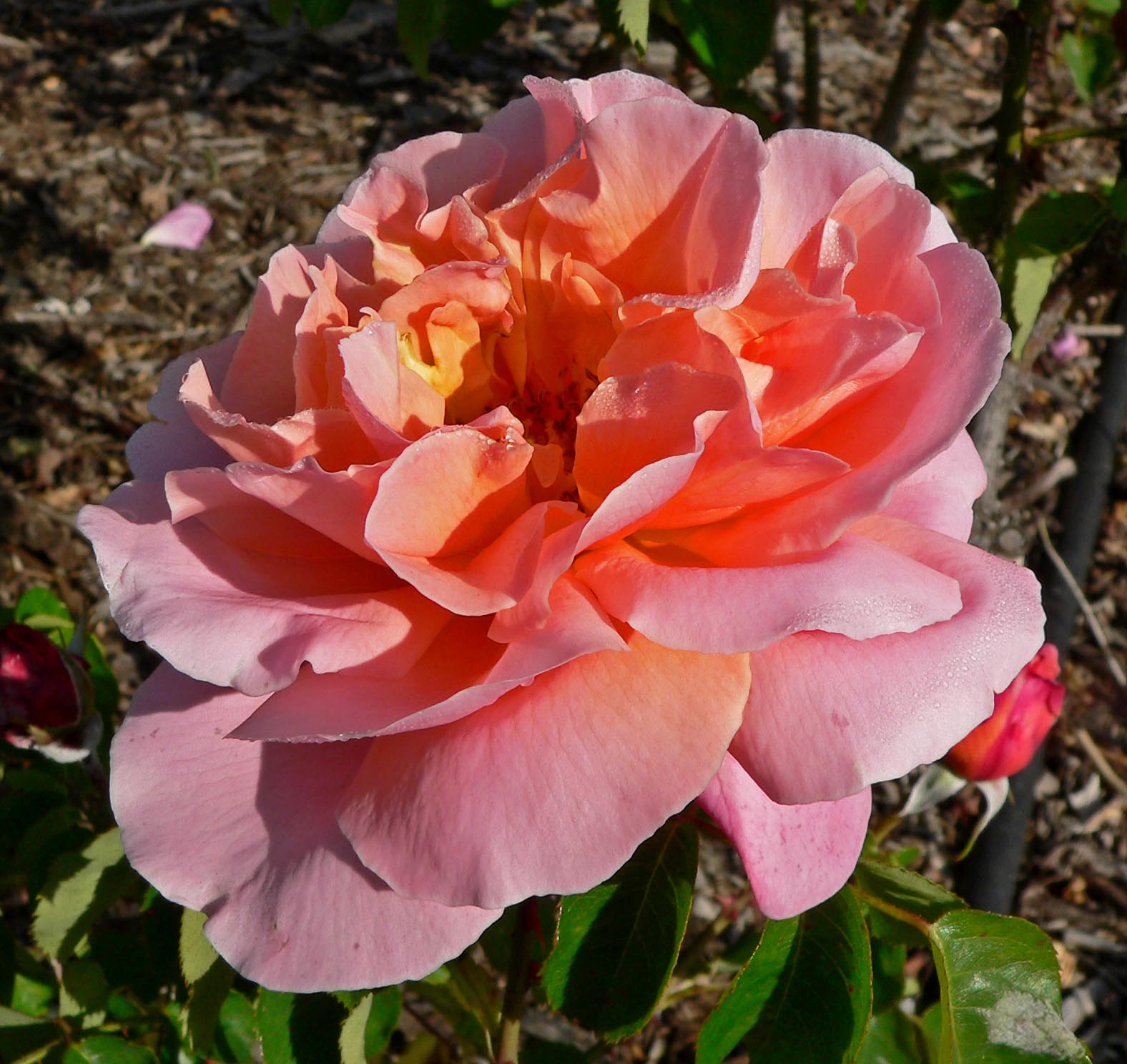
'Marí Dot', HT. trep. , P. Dot, 1927 (Marí es "Marino" en catalán, el segundo hijo de Dot). En el San Jose Heritage Rose Garden California.
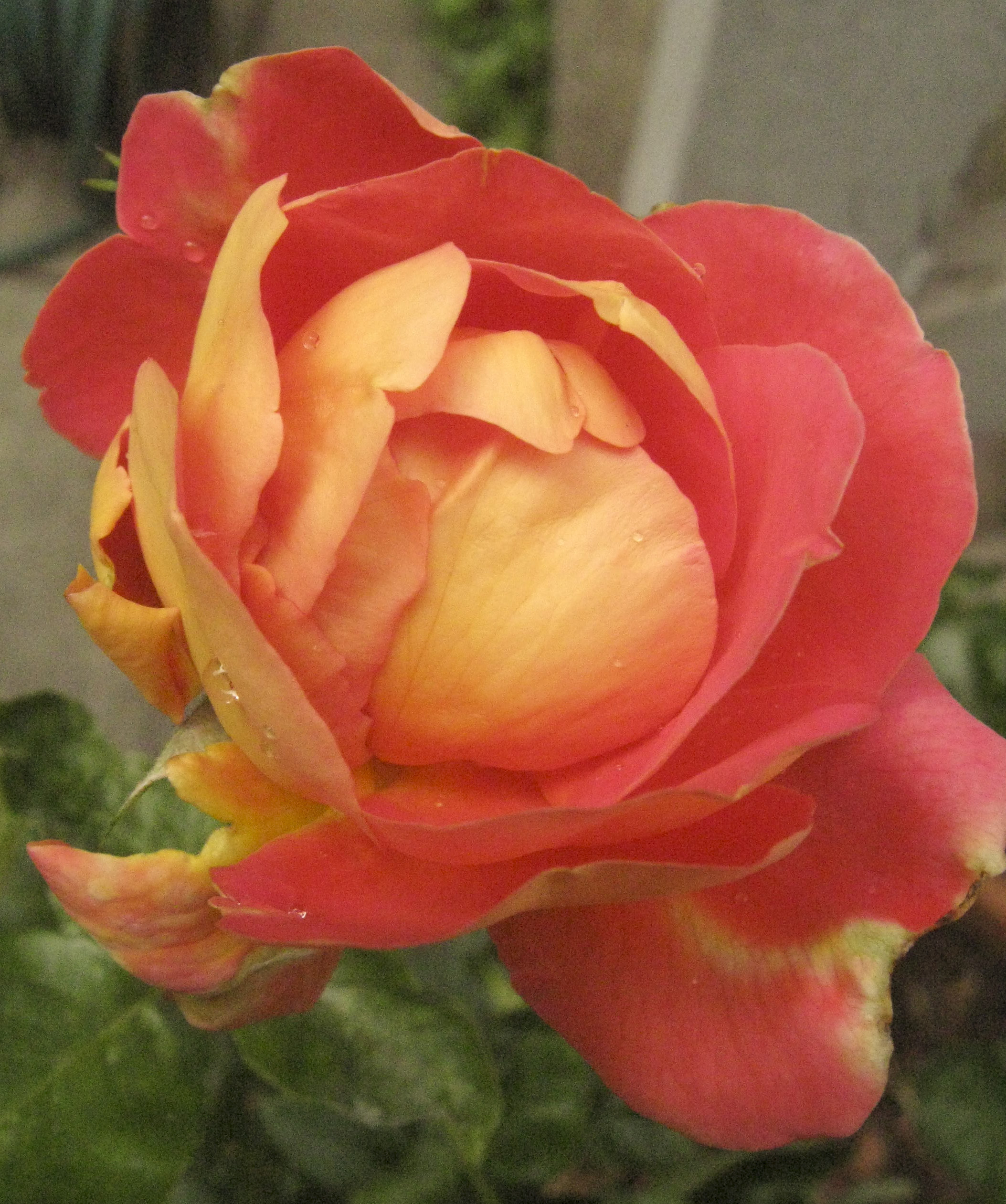
'Condesa de Sástago', HP. P. Dot, 1930. La primera rosa bicolor creada y uno de los grandes éxitos de Dot.
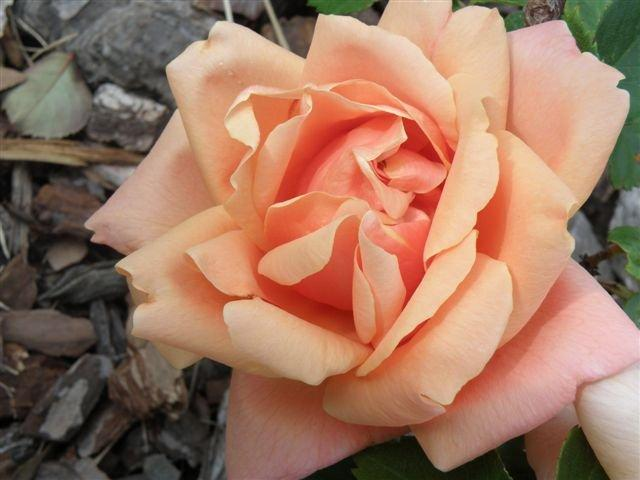
'Duquesa de Peñaranda', HP. P. Dot, 1931.
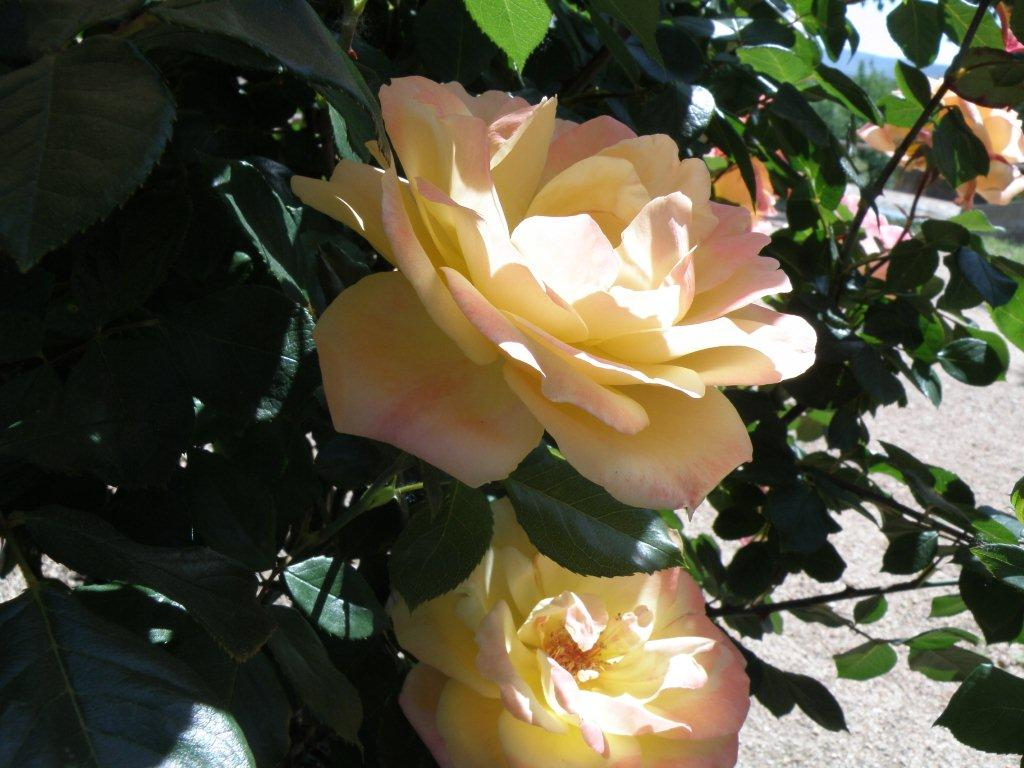
'Federico Casas', HT, P. Dot. 1929.
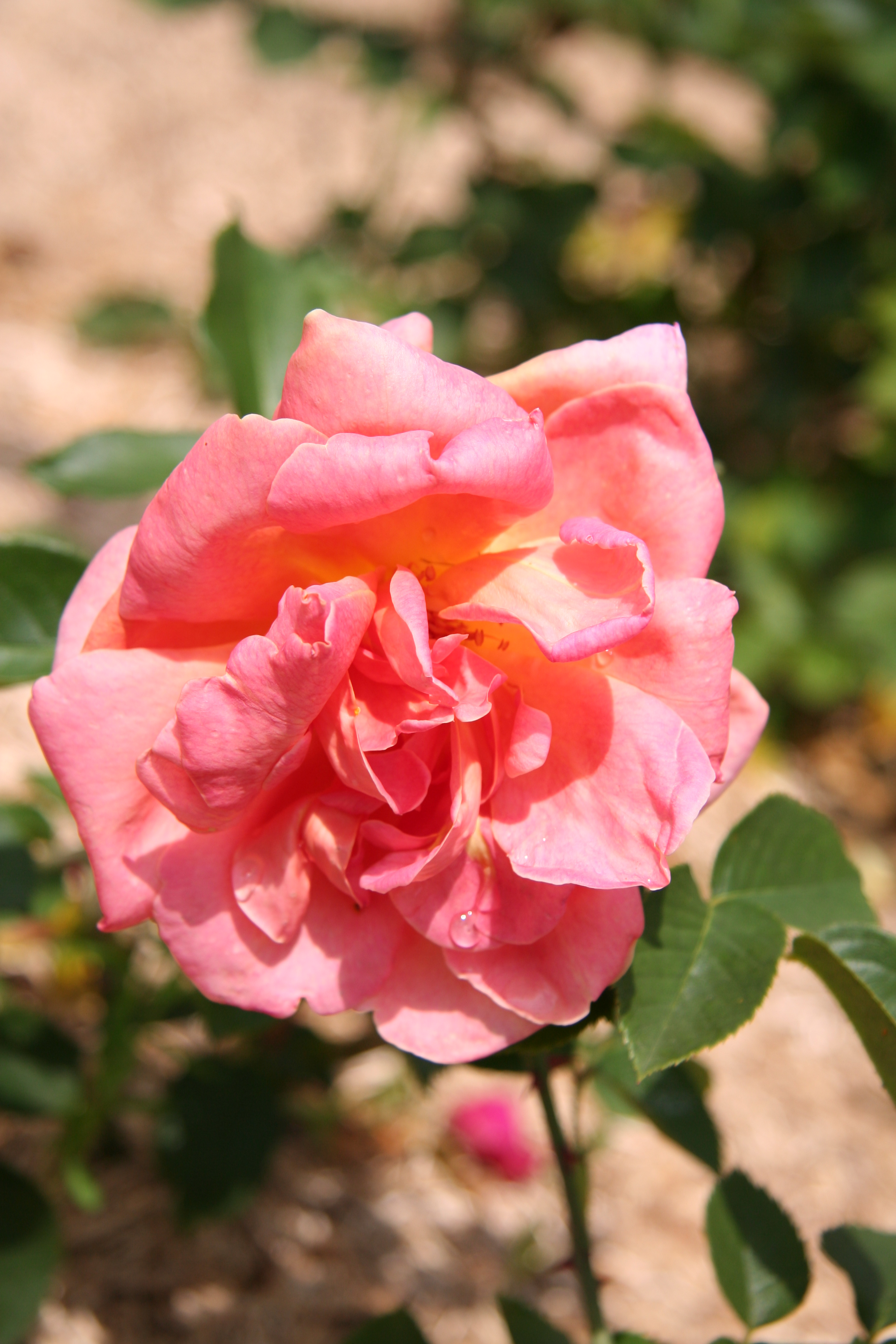
'Luis de Briñas', HT, P. Dot 1932.
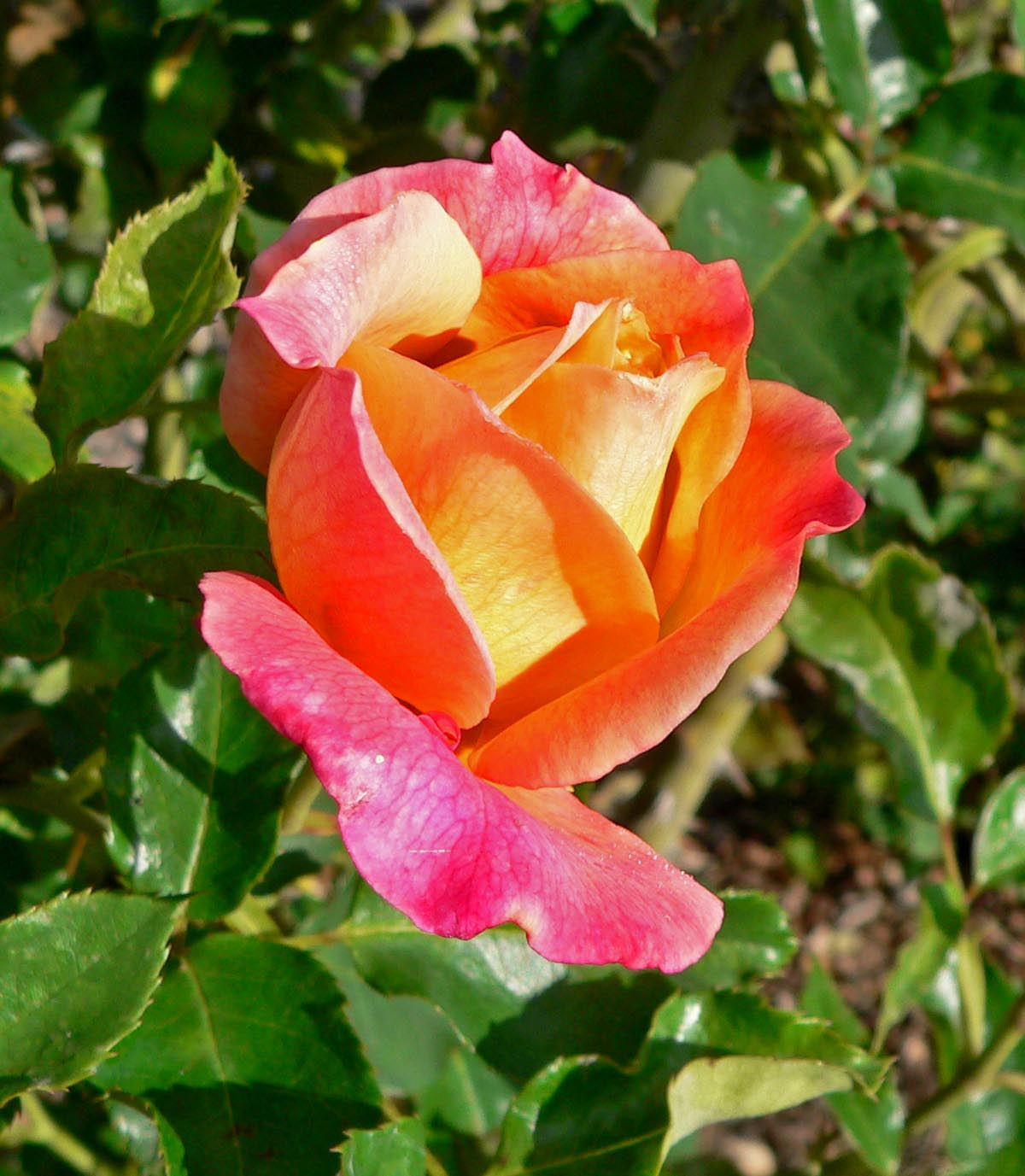
'Girona', HT, . P. Dot, 1936.
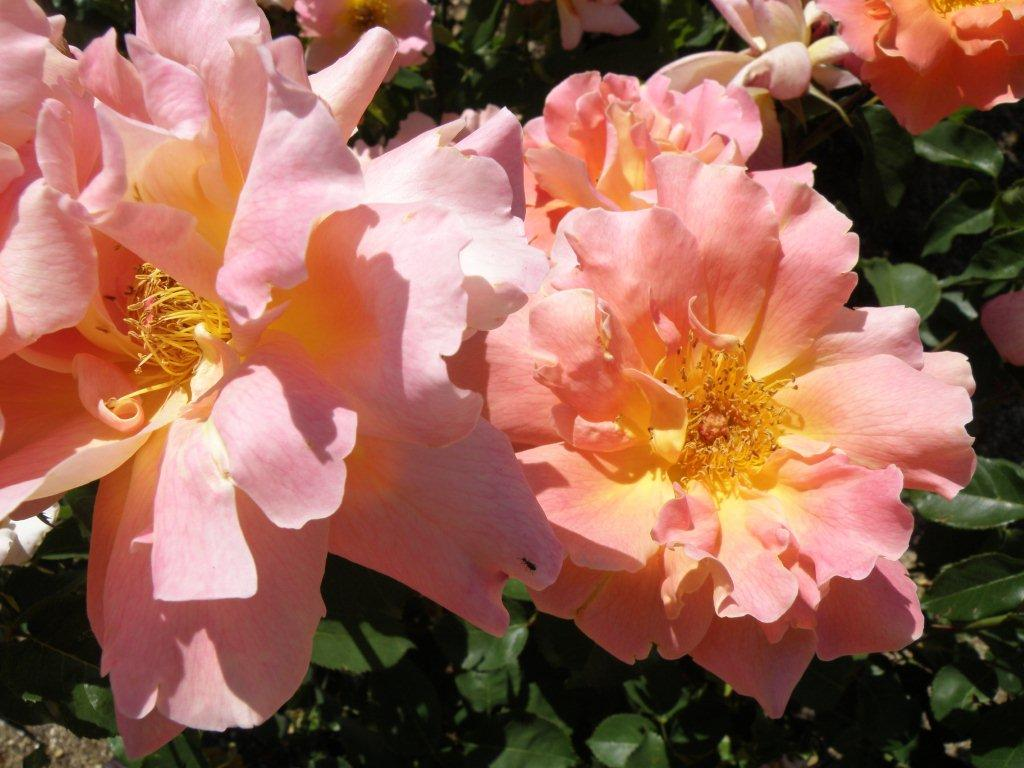
'Ramón Bach', HT, P. Dot 1938
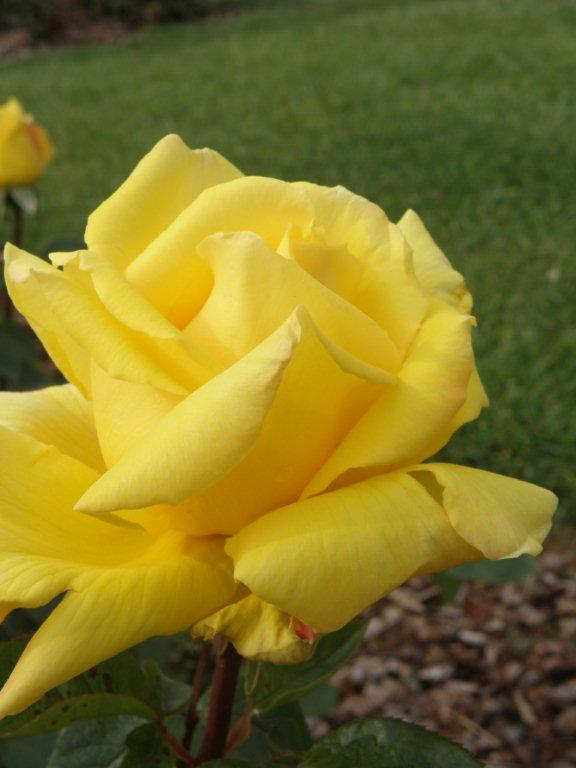
'Joaquin Mir', HT, P. Dot 1940.
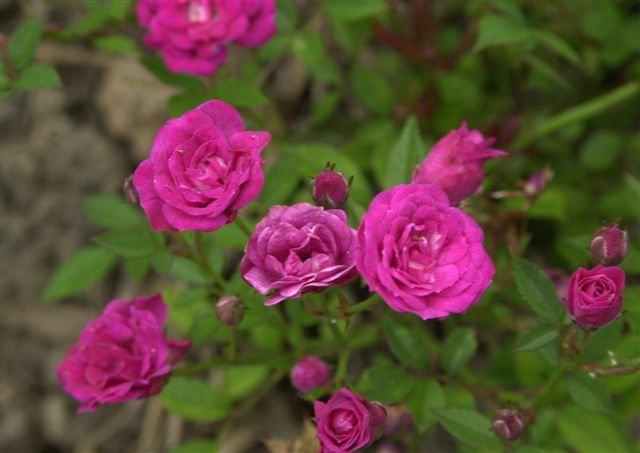
'Perla de Alcanada', P. Dot, 1944
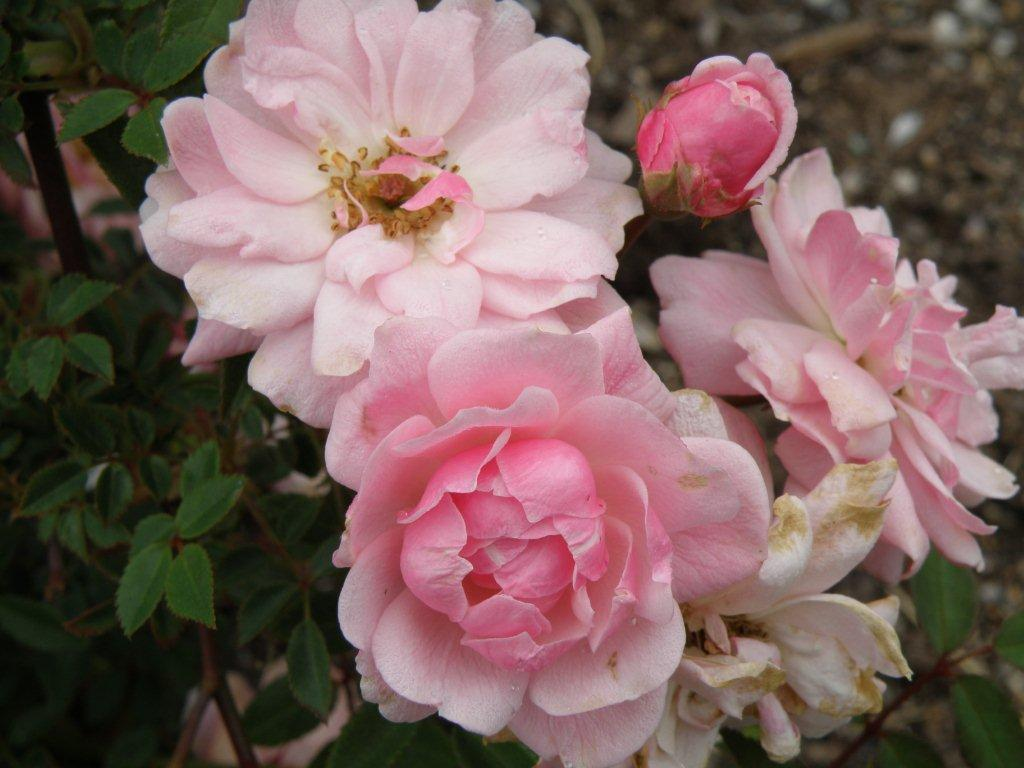
Rosa 'Perla de Montserrat', miniatura, P. Dot 1945.
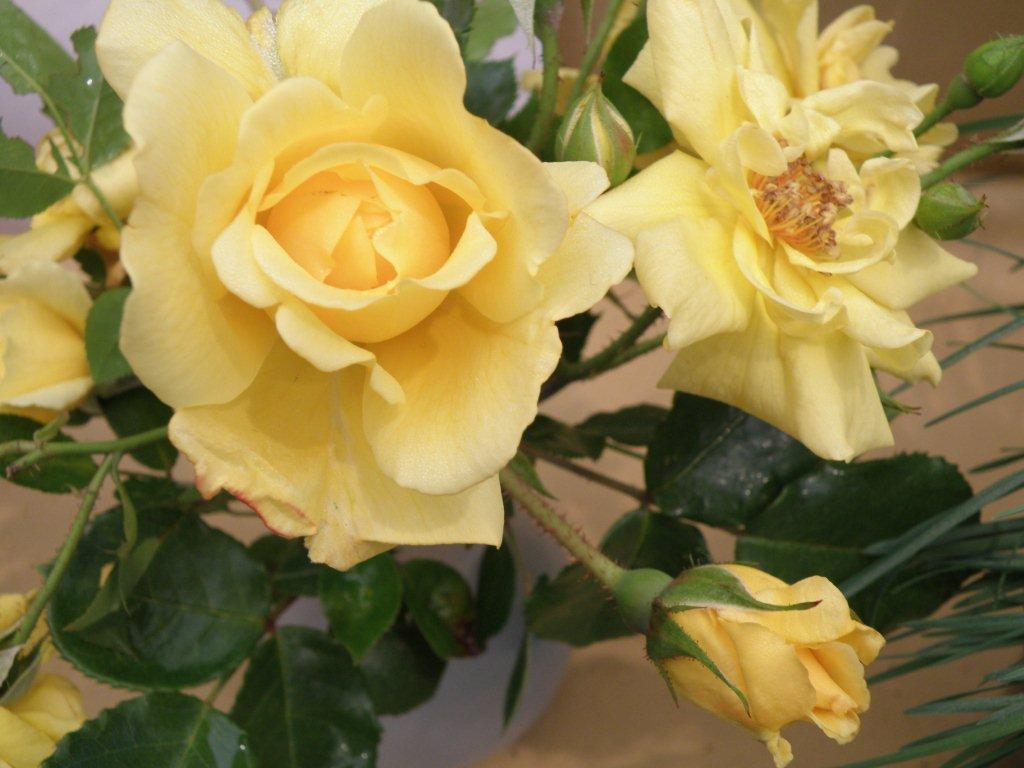
'Rosina', Miniatura, P. Dot 1951
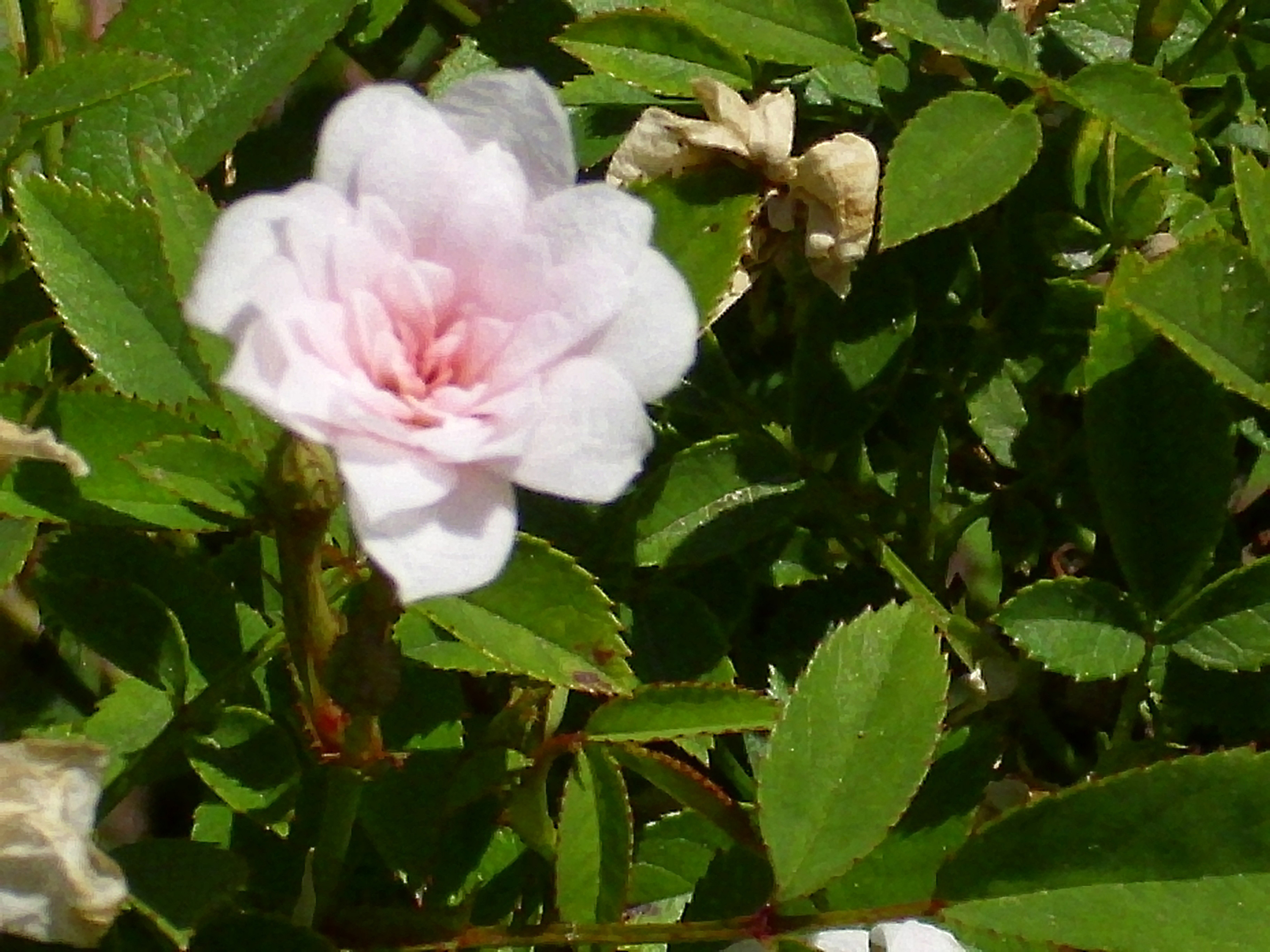
'Si', Miniatura, P. Dot 1957. En la Rosaleda del parque del Oeste.
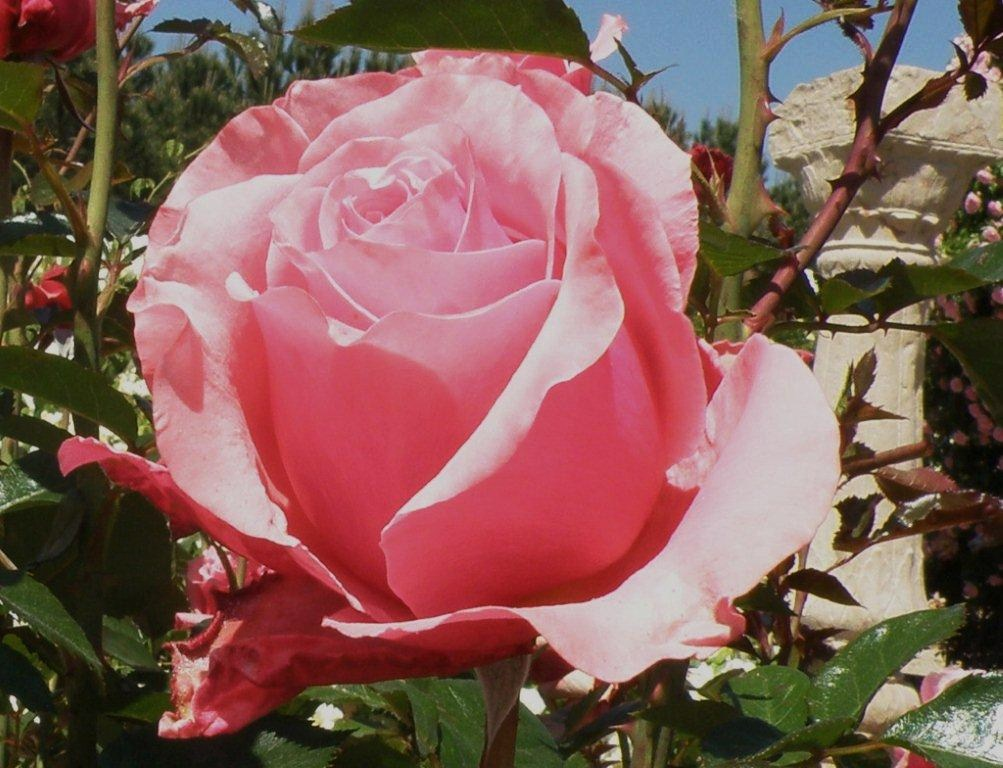
'Miquel Aldrufeu',HT ('Linda Porter' en los Estados Unidos), P. Dot , 1957.
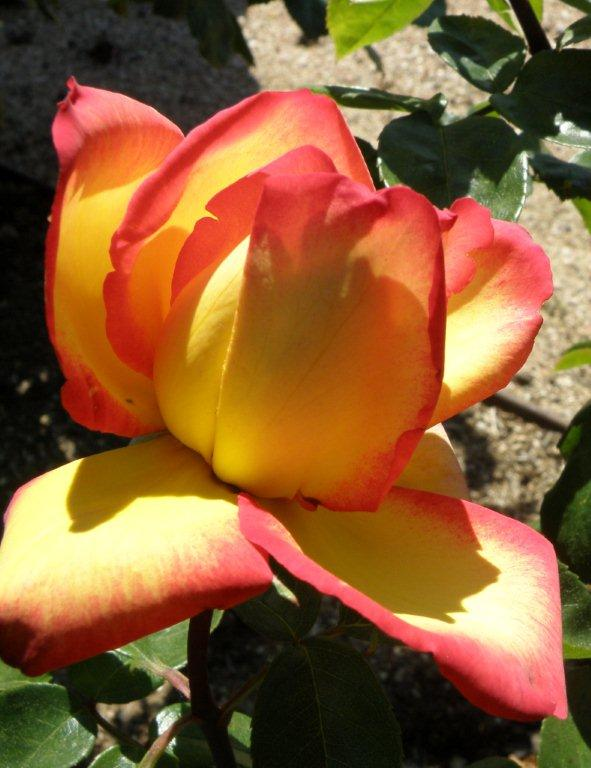
'Hong Kong', HT, P. Dot, 1962.
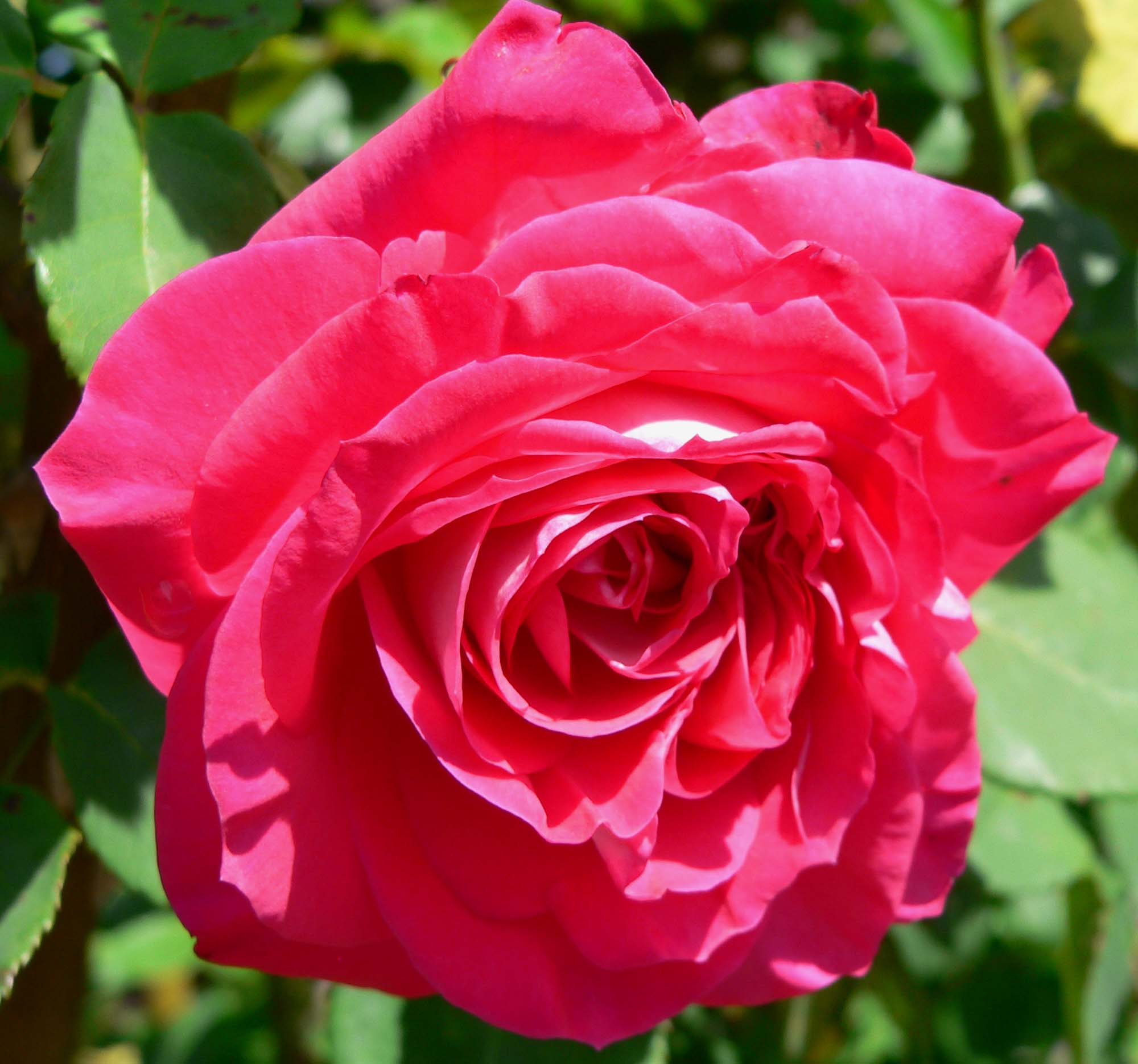
'Rose Dot', HT, P. Dot, 1962.
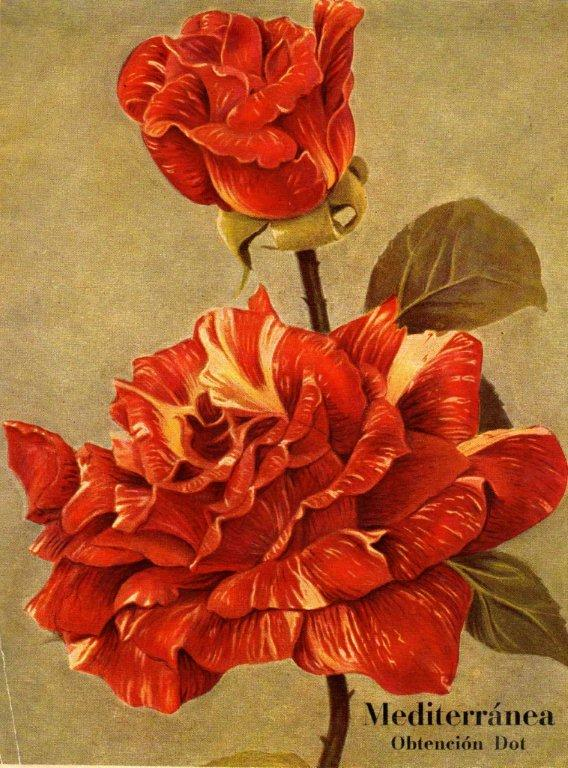
Un híbrido de té la Rosa 'Mediterrànea', HT, P. Dot, 1943, portada del catálogo de Rosas Dot del 1943.